# СДБ
СДБ — скоростной дневной бомбардировщик, разработанный в ОКБ Туполева в середине 1940-х годов.

## История создания
Руководство ВВС СССР в 1944 году пришло к выводу о необходимости создания скоростного дневного бомбардировщика, которому высокая скорость и большая высота полёта позволяли бы наносить удары без сопровождения истребителей. В качестве прототипа для создания такого самолёта был выбран Ту-2. 22 мая 1944 года Государственный комитет обороны принял решение о создании двух экземпляров самолёта СДБ.
А. Н. Туполев принял решение построить новый самолёт на базе первого прототипа Ту-2 машины «103». Самолёт планировалось оснастить двигателями АМ-39 и пушками ВЯ калибром 23 мм. Для ускорения реализации максимально использовались готовые узлы самолёта Ту-2 или узлы, подвергшиеся минимальным изменениям: съёмные части несущих плоскостей, хвостовое оперение, хвостовое колесо, бомбардировочное вооружение, крыльевые пушечные установки, нижняя люковая стрелковая установка, центральная и хвостовая части фюзеляжа, центроплан. Преимуществом такого подхода была возможность ускоренного перехода промышленности на выпуск нового самолёта.
21 мая 1944 года лётчик-испытатель А. Д. Перелет и ведущий инженер Б. Н. Гроздов совершили первый полёт на самолёте. 6 июля того же года государственные испытания были успешно завершены. Была достигнута максимальная скорость 645 км/ч. Большие надежды возлагались на модернизацию двигателя, которая сулила серьёзное улучшение характеристик самолёта, но они не оправдались. В акте о завершении испытаний говорилось, что самолёт может быть принят на вооружение при условии устранения обнаруженных недостатков.
В октябре 1944 года было завершено изготовление второго экземпляра самолёта СДБ-2. На него были установлены опытные моторы АМ-39Ф, экипаж был увеличен до трёх человек, установлена бронезащита экипажа, увеличен запас топлива и т. д. 29 ноября того же года начались его доводочные испытания. По ходу испытаний в конструкцию был внесён целый ряд изменений. Государственные испытания проходили с 5 апреля по 16 мая 1945 года. Самолёт значительно превосходил по своим параметрам все существовавшие в то время отечественные и иностранные однотипные самолёты. Но к тому времени начались испытания Ту-10, который должен был показать ещё более высокие характеристики, поэтому СДБ не был рекомендован для серийного производства.

## Тактико-технические характеристики
Источник данных: 

Технические характеристики
- Экипаж: 3 чел.
- Длина: 13,6 м
- Размах крыла: 18,8 м
- Высота: 4,55 м
- Площадь крыла: 48,8 м²
- Масса пустого: 8280 кг
- Нормальная взлётная масса: 11850 кг

Лётные характеристики
- Максимальная скорость: 640 км/ч
- Крейсерская скорость: 612 км/ч
- Практическая дальность: 1530 км
- Практический потолок: 10100 м
- Скороподъёмность: 575 м/мин

Вооружение
- Стрелково-пушечное: 2 × 20 мм ШВАК, 2 × 12,7 УБР
- Бомбы: 1000 кг, макс. - 3000 кг